# Toukoro (Bama)
Pour les articles homonymes, voir Toukoro.
Toukoro est une commune rurale située dans le département de Bama de la province du Houet dans la région du Hauts-Bassins au Burkina Faso.

## Éducation et santé
Toukoro accueille un centre de santé et de promotion sociale (CSPS) tandis que le centre hospitalier régional (CHR) se trouve à Bobo-Dioulasso.